# Länderkammer

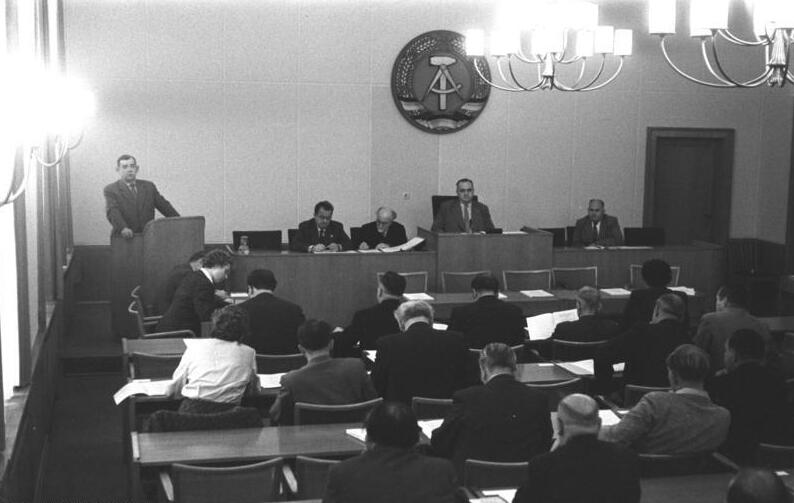
Vergaderzaal van de Länderkammer

De Länderkammer was in de Duitse Democratische Republiek tot 1958 naast de Volkskammer één der kamers van het parlement.
In de Länderkammer hadden vertegenwoordigers van de Oost-Duitse deelstaten (Länder) zitting. (13 Voor Saksen, 11 voor Saksen-Anhalt, 10 voor Thüringen, 9 voor Brandenburg, 7 voor Mecklenburg-Voor-Pommeren en 13 voor Oost-Berlijn). Hoewel de deelstaten op 17 juli 1952 door de DDR-regering werden opgeheven, bleef de Länderkammer tot 1958 bestaan. Tussen 1954 en 1958 werden de afgevaardigden voor de Länderkammer gekozen door de Bezirkstagen (Districtsraden).

## Presidenten van de Länderkammer
- Reinhold Lobedanz (1949-1955)
- August Bach (1955-1958)